# Владимир Живановић Влада
Владимир Живановић Влада (Старе Шове-Равно, 3. фебруар 1898.- Бачка Топола, 28. септембар 1941), члан КПЈ, учесник Народноослободилачке борбе, секретар Окружног комитета КПЈ за јужну Бачку.

## Биографија
Рођен у Старим Шовама, данас село Равно, 3. фебруара 1898. Основну школу завршио је у родном месту, а Трговачку у Врбасу.
Као трговачки помоћник укључује се у Београду у рад синдиката, а 1928. године постаје члан КПЈ. У Нови Сад долази 1938. године где постаје члан Покрајинског одбора Странке радног народа, преко које је КПЈ покушала да оствари легалну делатност. Постаје члан Месног комитета КПЈ за Нови Сад 1940. године, а наредне године члан Управног одбора Синдиката банкарских, осигуравајућих, трговачких и индустријских чиновника.
У априлу 1941. после окупације Југославије изабран је на чело Окружног комитета КПЈ за јужну Бачку.
Ухапшен је 9. септембра 1941. године и спроведен у Бачку Тополу. После мучења пребачен је у новосадску болницу где је и преминуо 28. септембра 1941. године.

## Сећање
У родном Новом Саду једна улица носи име Владимира Владе Живановића. У овој улици је 1975. године постављена спомен плоча са рељефним ликом Владимира Живановића Владе. Текст на плочи гласи: "Секретар окружног комитета КПЈ за јужну Бачку. Организатор народноослободилачке борбе у јужној Бачкој. Влада Живановић 3.II 1898-28. IX 1941". Плоча је рад новосадског вајара Павла Радовановића.

## Галерија
- Спомен плоча посвећена Владимиру Живановићу постављена у истоименој улици у Новом Саду